# Лісовий маг
«Лісовий маг» (англ. Forest Mage) — роман американської письменниці Маргарет Ліндгольм, написаний під псевдонімом Робін Гобб, другий в серії «Син солдата» (англ. Soldier Son). Написаний у формі розповіді від третьої особи з точки зору головного персонажа. Роман був опублікований 2006 року у видавництві HarperVoyager. Є прямим продовженням роману «Дорога шамана» (англ. Shaman's Crossing). Історії персонажів продовжуються у наступному романі трилогії «Магія відступника» (англ. Renegade's Magic).
Епідемія чуми, порождена магією спеків, спустошила Королівську Академію кавали. Багато кадетів померло, а більшість тих, кому вдалось вижити будуть довіку мати проблеми зі здоров'ям і попрощаються з життям солдатів. Тільки Невар Бурвіль на диво швидко відновлює сили після хвороби і мріє швидше зустрітися зі своєю нареченою. Але, повернувшись до рідного дому, він із жахом усвідомлює, що чума не відпустила його. ЇЇ рідкий побічний ефект змінює тіло Невара. А ночами він досі бачить сни, навіяні магією.

## Світ
Протягом багатьох поколінь Гернія, воювала із західним сусідом Співучими землями за прибережні райони. Прийшовши до влади, король Тровен припинив війну, пожертвувавши прибережними районами та спрямував військові сили на Схід. Поступово землі кочівників, що жили на Рівнинах були захоплені, племена кочівників підкорені, а їх магія практично знищена залізом. Між Гернією та Рівнинами будується королівський тракт, який прямує все далі на схід. Наступною метою короля є Рубіжні гори, володіння таємничого народу спеків, які до того вели війну з жителями Рівнин.
Влада в Гернії належить королю. Окрім нього є лорди, які мають вплив на прийняття рішень. В сім’ях лордів існує чітка ієрархія: перший син – спадкоємець, другий – солдат, третій – священник, четвертий – митець, п’ятий – вчений. Причому, якщо один з синів помирає, інший не може зайняти його місце. Довгий час лорди лишались незмінними, проте король Тровен нагородив деяких офіцерів землями та чинами. Таким чином з’явилися так звані «нові аристократи» або «бойові лорди». Між новими та старими аристократами трапляються постійні протиріччя, оскільки нові підтримують владу короля і віддані йому, а старі прагнуть тримати владу у власних руках.

## Сюжет
Епідемія чуми, порождена магією спеків, спустошила Королівську Академію кавали. Багато кадетів померло, а більшість тих, кому вдалось вижити будуть довіку мати проблеми зі здоров'ям і попрощаються з життям солдатів, в тому числі Спінк. Невару досі сняться сни про жінку стража. Лікар дивується швидкому одужанню Невара. Росс Бурвілль одружується, тож Невар їде на весілля. В дорозі він розуміє, що потовстів набагато більше ніж думав. По дорозі додому Невар відвідує монумент жителів рівнин "Танцююче веретено". Він відчуває в ньому магію. Невар рятує хлопчика, але його ніж падає вниз і Невар відчуває що залізо зупинило веретено і магія зникла. Вдома його чекає не сама тепла зустріч: Кефт обурений зовнішнім виглядом сина.
Відбувається весілля. Наречена Невара шокована його виглядом і обіцяє зірвати заручини. В оранжереї Невар бачить жертвоприношення Старому Богу і звільняє пораненого птаха. Приходить лист від Колдера з проханням розповісти про камінь який Невар колись віддав йому і від Спінка, який повідомляє про чуму спеків якою заразилась Епіні. Пізніше приходить ще один лист від Епіні, яка розповідає про зцілення від чуми завдяки Гіркому джерелу. Батьку Невара приходить лист з повідомленням про відрахування Невара. Невар іде до Дюрила і розповідає все, що з ним сталось. Батько завантажує Невара фізичною працею. Дюрил везе Невара до Девари. Після словесної перепалки Девара ранить Невара, Дюрил вбиває Девара.
Невар помічає, що його рана затягується надто швидко. Батько не вірить Невару і приставляє до нього охоронця який протягом дня стежитиме за Неваром.
Розізлившись,Кефт закриває Невара в кімнаті. Маєток охоплює чума і про Невара забувають. За кілька днів Дюрил звільняє Невара. Мама, молодша сестра Епіні і Росс померли. Батько замкнувся в своєму горі і не реагує ні на що. Ярил і Сесіль встигли відправили до Поронтів і їх доля зараз не відома. Більшість слуг або померли, або втекли. Невар хоронить своїх рідних.
Невар починає відновлювати маєток, батько все ще не при своєму розумі. Ярил повертається і допомагає Невару в цьому. Вона просить пробачення за свою поведінку, стосунки між ними налагоджуються. Батько спускається до вечері і влаштовує сцену. Він звинувачує сина у спробі заводіти маєтком та маніпулюванні сестрою. Після заперечень Невара, проганяє його з дому та зрікається. Невар вирішує покинути дім і обіцяє Ярил забрати її до себе, коли десь влаштується.
Подорожуючи королівським трактом, під’їжджає до невеликого містечка, де лишається на нічліг у вдови Емзіл з дітьми. Жінка розповідає, що її чоловік був крадієм якого відправили будувати тракт, обіцяючи шанс на краще майбутнє. Проте розповіді виявились брехнею і тепер вона сама з дітьми на межі голоду в забутому Богом місці, до того ж змушена працювувати повією. Невар лишається з нею, щоб допомогти з будинком та навчити її мисливству. Майже місяць потому, Невар знову бачить у сні жінку-стража. Невар боїться, що чуму на дім накликав він, бо магія мала знайти спосіб забрати його з дому і відправити в дорогу. До містечка приходить поранений розвідник Хітч і просить допомоги в Невара. Він мусить відвести пораненого в Геттіс до лікаря, інакше той помре від запалення. Невар вбиває каменем оленя завдяки своїй магії.
Перед від'їздом Невар відновлює закинутий огород своєю магією. В дорозі розвідник каже, що бачить його іншу частину і розповідає що теж залежний від спеків і їх магії.
Після приїзду в Геттіс Невар іде до полковника Гарена з рекомендаційним листом від Хітча. Представляється всім як Невар Бурр. Полковник назначає його охоронцем кладовища, бо могили постійно оскверняють. За порадою сержанта, Невар їде подивитись на кінець тракту. Він бачить там величезні дерева і починає відчувати невимовний жах від побаченого. Один з охоронців розповіє, що вони всі це відчувають. Невар починає влаштовувати своє життя в Геттісі. Він шокований байдужістю солдат і повною відсутністю дисципліни. Хітч пояснює, що це вплив лісу. Нові робітники за день роботи можуть забути власне ім’я, а за тиждень виконують денну роботу. В місто приїжджають Епіні та Спінк.
Хлопці розповідають Невару, що могили тут не просто оскверняють, тіла викопують, а потім їх знаходять на деревах. Вважається, що це роблять спеки. Хітч знову попереджає про небезпеку магії.
Невар продовжує працювати на кладовищі. До нього приходить Спінк і трохи розповідає про дорогу. Геттіс мав бути кордоном, але пізніше король вирішив іти далі. Коли почали рубати дерева в людей почались напади страху і прийшла чума. Відтоді в Геттісі панує безнадія, а дорога майже не будується. Епіні намагалась покінчити з собою за два тижні після переїзду в Геттіс, вона вважає що це з нею робить магія. Спінк дає йому почитати листи Ярил.
В борделі Невар проводить час з повіє Фалою, яка одразу після цього покидає Геттіс, в місті починають з'являтись нехороші чутки про Невара.
В місто приїжджає Карсіна, її хочуть видати заміж за капітана Таєра. Невар намагається поговорити з нею про Ярил, проте вона відхрещується від хлопця. На кладовищі зникає тіло. Невар іде його шукати  і знаходить в лісі. Там до нього підходять два спеки: Кілікарра з дочкою Олікеєю. Вони кажуть, що мертвий хоче бути тут, щоб стати деревом. Невар бачить, що дерево запустило в тіло мертвого хлопця коріння. Він відрубує гілля і забирає тіло з собою.
Невар доповідає про це Гарену і просить дозволу побудувати огорожу навколо кладовища. Олікея передає йому їжу, яка має наситити його магію. В лісі знову зустрічає спека Кілікарра, той розповідає йому, що тут в лісі є спеціальна їжа для магів. Пізніше він зустрічає Олікею і проводить з нею ніч.
Спінк повідомляє, що Ярил змога відправити ще один лист в якому розповідає, що тато хоче видати її заміж за Колдера. Невар знову просить допомоги у Карсіни, але та починає кричати і люди нападають на нього, допомагає Спінк.
До міста приходить Емзіл. Вона вбила чоловіка і мусила втекти з дітьми. Невар радить їй звернутись до Спінка, бо зараз боїться за власне життя через чутки про вбивство повії. Він знову проводить час з Олікеєю, а тоді вона веде його до себе в поселення. Там є ще один Великий - Джодолі, який пропонує йому змагання, хто переможе, той лишиться захищати поселення. Невар прокидається сам в лісі і не пам'ятає, що відбулось.
Спінк ходив до Карсіни і погрозами змусив її відправити лист Ярил з вкладеним листом від брата. Невар розривається між обов’язками перед сім'єю і спеками. Знов бачить Олікею, та каже, що саме він мусить зупинити війну. Гернійці мають піти геть і перестати будувати дорогу інакше їх вб'ють. Епіні вагітна.
Знаходять тіло Фали. Вночі Невару сниться Джоджолі. Він був вражений перемогою над ним, бо відчуває в ньому таку магію якої сам ніколи не матиме. Великий веде Невара до старійшин. Ті кажуть що тепер є лише шлях вбивства, бо ні страх ні чума не допомогли їм. Лісана (жінка-страж) помилилась довірившись Невару. Хлопець вважає, що зможе переконати капітана знайти інший шлях до моря і не нищити ліс.
Виявляється, що капітан знає про то, що вони рубають священні для спеків, але він не буде зупиняти тракт. Спінк через Емзіл попереджає Невара, що сьогодні, коли в Геттіс приїде інспекція, спеки будуть танцювати танець пилу. Він не встигає зупинити їх.
По дорозі на кладовище хтось нападає і стріляє в голову Невару. За три дні рана зцілюється, але в нападі Невар гніву вбиває магією нападників. Після цього Невар вирішує повністю порвати зі спеками і на всі поклики Олікеї не відповідає. Розповідає Спінку все про свої стосунки зі спеками.
Невар знову зустрічається у сні з Олікеєю і взнає, що вона була однією з тих, хто танцював танець пилу. Ебрукс і Кесі повідомляють про початок чуми і привозять перших загиблих, серед них розвідник Хітч.
Поховавши кількох померлих, Невар повертається в будинок і бачить там живого Хітча. Він став посланцем, щоб переконати Невара підкорити магії. Зізнається йому, що це він вбив повію Фалу і розповів всім, що це скоїв Невар. Каже, що його змусила магія, це був спосіб примусити Невара покинути Гернію і піти до лісу. Колись чума вбила його сім'ю, так само як сім'ю Невара, щоб він служив магії. Останнє прохання Хітча не хоронити його в землю, а віддати спекам. Невар їде до лікарні щоб привезти когось до Хітча, зустрічає там Епіні. Вона розповідає що в місті все дуже погано, полковник мертвий. Хітч остаточно помирає, зранку його тіло зникає. Невар виконує його побажання і закопує пусту домовину.
Привозять тіла сержанта Хостера та Карсіни. Карсіна оживає, іде в будинок Невара і просить в нього пробачення. Невар виходить на вулицю і бачить, що шість трупів ідуть до дерев які служать огорожею, вони хапають їх, ті кричать. Один з трупів б’є Невара. Ебрукс зранку знаходить тіло Карсини у ліжку Невара, його саджають до в'язниці за осквернення її тіла.
Невар сидить у в'язниці за вбивство Фали та наругу над Карсиною, він відчуває, що магія покидає його, чума пішла. Спінк стає адвокатом Невара і просить розповісти правду на суді про те, ким він є.
Невар у сні бачить Лісану та Епіні. Епіні добровільно прийшла до неї щоб врятувати Невара. Лісана говорить, що тепер магія візьме їх обох. Ідучи назад, Епіні каже про те, що почувалась винною і тому пішла до лісу шукати Олікею, натомість її знайшла Лісана. Вона показала, яке значення мають дерева для спеків і тепер Епіні має намір врятувати їх.
Починається суд, Невара приговорюють до смерті, а перед тим 1000 ударів батогом. Його відводять назад до в'язниці і тоді вони з Спінком чують вибух. Невар впевнений, що це справа рук Епіні.
Стіна в'язниці починає рухатись. Через неї росте дерево. З'являється Лісана, вона віддає всю свою магію. щоб його врятувати. Магія знову наповнює Невара. Він виходить з в'язниці, де до нього під'їжджає Емзіл. Вона зізнається йому в коханні. Невар не встигає втекти, його ловлять солдати на виїзді з міста. Спінк намагається допомогти, але Таєр його б'є, солдати хапають Емзіл. Невар виплескує свою магію. Він переконує всіх присутніх, що ті його вбили і їде до лісу.

## Головні дійові особи

#### Сім'я Бурвіль
- Невар Бурвіль (англ. Nevare Burvelle) — головний герой, від імені якого ведеться розповідь. Невар з дитинства навчався верхової їзди, фехтування, стрільби, математики та інших наук.
- Кефт Бурвіль (англ. Keft Burvelle) — батько Невара, полковник і кавалерист у відставці. Отримав від короля маєток у 400 акрів та власний герб, побудував будинок, посадив фруктові сади та поля бавовнику. Окремі землі виділив старим воїнам, які раніше служили під його початком, а тепер вийшли у відставку. Мудро господарює і керує людьми. У строгості, навіть у страху, тримає сім'ю, особливо синів. Хоче, щоб Невар став не просто солдатом, а добрим командиром.
- Селета Бурвіль (англ. Selethe Burvelle), до шлюбу Роуд — мати Невара. Померла від чуми спеків.
- Росс Бурвілль — старший брат Невара, спадкоємець маєтку та іншого майна сім'ї. Помер від чуми спеків.
- Елісі — молодша сестра Невара. Померла від чуми спеків.
- Ярил — найменша сестра Невара. Після епідемії чуми єдина спадкоємиця маєтку.
- Ванзі — Молодший брат Невара, готується стати священником, як кожен третій син.
- Сеферт Бурвіль (англ. Sefert Burvelle) — дядько Невара. Перший син, який успадкував маєток у Старому Таресі і титул. Знаходиться у відмінних стосунках із братом і зовсім не заздрить його новому високому статусу. А ось його дружина Даралін недолюблює Невара і вважає, що коли інші займають таке саме становище, ставиться під сумнів її власне.
- Епіні (англ. Epiny) — ексцентрична дочка Сеферта. Поводиться як маленька дівчинка, плює на пристойності та відстоює право самостійно вибирати собі нареченого. Одружилася зі Спінком попри заборону сім'ї.

Жителі Геттісу
- Б'юел Хітч — розвідник, знаходиться під впливом магії спеків.
- Гарен — полковник, керує Геттісом.
- Таєр — лейтенант в Геттісі, майбутній чоловік Карсіни.
- Ебрукс — помічник Невара.
- Кесі — помічник Невара.
- Спінк — друг Невара з академії Кавали, чоловік Епіні.

Спеки
- Олікея — жінка-спек, має стосунки з Неваром, прагне стати його годувальницею.
- Кілікарра — батько Олікеї.
- Джоджолі — Великий спеків, володіє магією.

#### Інші дійові особи
- Девара (англ. Dewara) — Кідон. Це кочове плем'я, підкорене Гернією, відрізнялося жорстокою вдачею. Колись Девара був могутнім шаманом, але втратив чинність після того, як батько Невара всадив йому кулю в плече. Якийсь час був наставником Невара.
- Сержант Дюріл (Sergeant Duril) — наставник Невара в мистецтві верхової їзди, старий сержант. Раніше служив під командуванням отця Невара. Він носить вухо вбитого ворога в гаманці на поясі, але не як військовий трофей, а як нагадування (на що здатна людина, якщо втратить над собою контроль). Його сини також стали солдатами.
- Карсіна Гренолтер — симпатична та усміхнена дівчина, дочка лорда Гренолтера, посватана Невару. Пише листи з моторошними орфографічними та пунктуаційними помилками. Подруга Ярил.
- Емзіл — жителька містечка на королівському тракті. Лишилась сама з дітьми після смерті чоловіка, змушена заробляти проституцією.

## Реакція
У статті для «The Times» критикиня Аманда Крейг заявила, що трилогія «Син солдата» була наповнена правдоподібними персонажами, і оцінила серію як «таку фантастику, яку написав би Ентоні Троллоп, якби жив зараз». Крейг вважає, що в книзі є натяки на критику військової агресії в Іраку.
«The Guardian» вважає, що романи серії «розумні та глибокі», але критикує їх за відсутність «серця та іскри, що перевертає сторінку».
На «Curledup.com» відзначають цікавий світ і майстерно створені літературні образи, навіть у негативних персонажів, проте критикують затягнутість історії та те, що Робін Гобб зайве вдається у деталі. Автор статті рекомендує книгу лише тим, хто вже знайомий із творчістю Робін Гобб.
Письменник Джордж Р. Р. Мартін вважає, що «в сучасній багатій фантастичній літературі книги Робін Гобб схожі на справжні діаманти в морі циркону».